# Feichten (Neumarkt-Sankt Veit)
Feichten  ist ein Gemeindeteil der Gemeinde Neumarkt-Sankt Veit und eine Gemarkung im oberbayerischen Landkreis Mühldorf am Inn.

## Geschichte
Die katholische Filialkirche St. Martin ist ein spätgotischer Bau mit eingezogenem Chor, um 1720/30 barockisiert. Feichten wurde mit dem bayerischen Gemeindeedikt von 1818 eine Ruralgemeinde und am 1. Januar 1972 nach Neumarkt-Sankt Veit eingemeindet.